# Americo Sbigoli
Americo Sbigoli, noto anche come Almerigo o Amerigo (... – gennaio 1822), è stato un tenore italiano.

## Biografia
Il tenore Americo Sbigoli era un Accademico filarmonico di Bologna e socio onorario degli Anfioni–Filocorei.
Nel 1817 fu Enea alla prima della  Didone del maestro Ferdinando Paër.
Nell'ottobre del 1821 si esibì al Comunale di Bologna ne La Cenerentola di Rossini al fianco del soprano Caterina Lipparini.

### La morte
Sbigoli è noto soprattutto per il modo insolito della sua morte, come documentato dal compositore Giovanni Pacini. Cantando la seconda parte di tenore in una esecuzione dell'opera di Pacini Cesare in Egitto, Sbigoli cantò in un quintetto vocale con il primo tenore Domenico Donzelli. Nel corso dell'esecuzione, il personaggio di Sbigoli doveva cantare una frase "simile a quella cantata da Donzelli poco prima". Tentando di eguagliare la potente voce di Donzelli, Sbigoli si sforzò troppo, fece esplodere un vaso sanguigno nel collo e morì poco dopo.
Sebbene tragico in sé e per sé, questo incidente ebbe anche un piccolo ma significativo impatto sul corso della storia della musica, dato che Sbigoli avrebbe dovuto interpretare il ruolo di Abenamet nella prima dell'opera Zoraida di Granata di Gaetano Donizetti al Teatro Argentina. Poiché non erano disponibili altri tenori per sostituire Sbigoli, la prima venne posticipata per più di una settimana o due, al 28 gennaio. Così, Donizetti dovette affrettatamente rivedere l'opera, trasformando il tenore Abenamet - un generale - in un ruolo appena creato per contralto. Nonostante questa revisione dell'ultimo minuto, l'opera venne  acclamata alla prima, e segnò il primo grande successo di Donizetti, aumentando incommensurabilmente la sua fama.
Secondo il diario del principe Agostino Chigi, il Teatro Argentina tenne una recita, il 15 febbraio 1822, il cui ricavato venne devoluto alla vedova e ai figli di Americo Sbigoli, per una somma di seimila 